# The Kid (2000)
The Kid är en amerikansk långfilm från 2000 i regi av Jon Turteltaub, med Bruce Willis, Spencer Breslin, Emily Mortimer och Lily Tomlin i rollerna.

## Rollista
| Bruce Willis      | – Russ Duritz     |
| Spencer Breslin   | – Rusty Duritz    |
| Emily Mortimer    | – Amy             |
| Lily Tomlin       | – Janet           |
| Jean Smart        | – Deirdre Lafever |
| Chi McBride       | – Kenny           |
| Daniel von Bargen | – Sam Duritz      |
| Dana Ivey         | – Dr. Alexander   |
| Susan Dalian      | – Giselle         |
| Stanley Anderson  | – Bob Riley       |